# 含銅避孕器
含銅避孕器（英語：copper intrauterine device，也稱銅製子宮內避孕器、子宮內避孕圈（intrauterine coil）、銅圈（copper coil）或是非荷爾蒙型子宮內避孕器（non-hormonal IUD）），是一種長效可逆避孕方式，也是目前最有效的避孕方法之一。它也可在未採取防護措施的性行為後的5天內作為緊急避孕用途。該裝置置入子宮內，有效期可長達12年，具體取決於裝置中的銅含量。無論個體的年齡或先前是否曾懷孕，都可使用此裝置進行避孕，且可在陰道分娩、剖腹產或手術流產後立即置入。當裝置移除後，生育能力可迅速恢復。
使用此類裝置常見的副作用有經血過多和經痛加劇。罕見的案例有避孕器可能會脫落或穿透子宮壁。
含銅避孕器最初於20世紀初在德國開發，但在1970年代才於醫學領域廣泛使用。此裝置已列入世界衛生組織基本藥物標準清單之中。

## 醫療用途
含銅避孕器是一種長效且可逆的避孕方式，也是目前最有效的避孕方法之一。不同裝置的框架類型和銅含量會影響其有效性。
含銅避孕器一經置入便立即生效，移除或是置入位置不正時則無避孕作用。置入含銅避孕器第一年的有效性（失敗率0.8%）與輸卵管結紮術（失敗率0.5%）相當。不同此類裝置的失敗率在使用一年後介於0.1%到2.2%之間。銅表面積為380平方毫米（mm²）的T形裝置失敗率最低。型號為TCu 380A (Paragard) 的裝置一年失敗率為0.8%，累積12年的失敗率為2.2%。銅表面積較小的模型在超過12年的使用中，有較高的失敗率。型號為為TCu 220A的12年失敗率為5.8%。型號為GyneFix的無框架裝置每年失敗率低於1%。於2008年所進行，對現有T形銅製子宮內避孕器的回顧建議，TCu 380A和TCu 280S應作為銅製子宮內避孕器的首選，因為這兩型號的失敗率最低，且壽命最長。而在全球。有效率較低的舊型子宮內避孕器模型均已停產。
雖然監管機構對此類裝置所批准最長使用期限僅為12年，但有些的可能有效期可長達20年。
含銅避孕器不含激素，因此不會干擾使用者的月經週期時間，也不會阻止排卵。

### 緊急避孕
含銅避孕器於1976年首次被發現可用於緊急避孕（EC）。這種裝置是最有效的緊急避孕方法，比口服激素緊急避孕藥（包括美服培酮、醋酸烏利司他及左炔諾孕酮）更為有效。
且不受使用者體重影響。使用含銅避孕器進行緊急避孕者的懷孕率為0.09%。它可用於無保護性行為後5天內進行的緊急避孕，在此5天內的效果不會降低。使用此種避孕器進行緊急避孕的另一個優點是置入後可成為10-12年的避孕方法。

### 移除與生育能力恢復
移除含銅避孕器應由合格的醫護人員執行。研究顯示在移除後，個體的生育能力會迅速恢復到之前水平。

## 副作用與併發症

### 併發症
使用此避孕裝置最常發生的併發症是裝置脫落、子宮穿孔和感染。停止使用後出現的不孕和使用期間哺乳困難與裝置無關。
裝置脫落率在第1年到第10年之間，可能會在2.2%到11.4%的使用者中發生。TCu 380A的脫落率可能低於其他型號，而無框架裝置的脫落率與有框架的型號相似。在產後立即或早期放置，或者流產後放置，會有較高的脫落可能。當裝置在胎盤娩出後不到10分鐘內放置，或在剖腹產後插入時，脫落的可能性較小。個體出現不尋常的陰道分泌物、痙攣或疼痛、經期之間出血、性行為後點狀出血、性交疼痛或裝置線繩消失或延長，都可能是裝置脫落的徵兆。裝置脫落後立即失去避孕效果，與刻意移除的結果相似。一項研究估計若在脫落發生後重新插入裝置，一年後約有3分之1的再次脫落風險。磁振造影 (MRI) 可能會導致含銅避孕器器移位，因此建議在MRI之前及之後均需檢查裝置的位置。

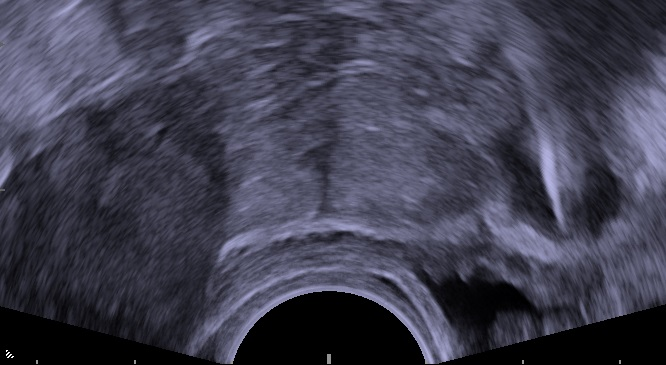
經陰道超音波檢查顯示一個穿孔的含銅避孕器，在右側呈現為一個高回音性（顯示為亮）的線條，距離左側的子宮3公分。該子宮內避孕器被一個低回音性（暗）的異物反應肉芽腫包圍。

裝置穿透子宮壁通常發生在放置時，但也可能在使用期間自行發生。穿孔率的估計值從每1,000次置入有1.1次，到每3,000次置入有1次不等。在進行母乳哺育的個體使用此裝置的，穿孔的機率可能會略高。
完全穿孔的含銅避孕器會導致發炎，通常需經手術移除。若裝置周圍與人體組織形成緻密粘連。可通過子宮鏡或手術的方式移除。
當裝置置入後，會在21天內帶來短暫的骨盆腔發炎 (PID) 風險，但這幾乎是在置入時，個體有未診斷出的淋病或披衣菌感染的情況下發生。這種情況發生的機率低於1/100。超過此時段，使用含銅避孕器不會增加骨盆腔發炎的風險。如果分娩沒有絨毛羊膜炎等感染複雜因素，產後置入此裝置並不會增加感染風險。

### 副作用
使用含銅避孕器最常見的副作用是經血增加和經痛，兩者通常在置入3-6個月後緩解。較不常見的是可能會發生經期之間出血，尤其是在使用最初的3-6個月內。在不同的研究中對經血增加量有所不同，有的低至20%，或高至55%，但沒有證據顯示個體的鐵蛋白、血紅素或血細胞比容發生相應變化。
經血過多和經痛通常可使用非類固醇抗發炎藥 (NSAID，如萘普生、布洛芬和甲芬那酸) 治療。

### 避孕失效

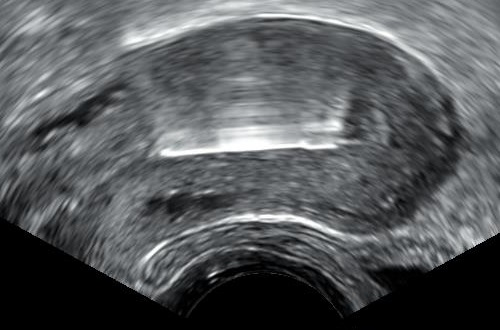
經陰道超音波檢查顯示含銅避孕器位於子宮內的最佳位置。

使用子宮內避孕器而發生子宮外孕的絕對風險，由於整體懷孕率大幅降低，會低於不避孕的。然而當使用此裝置卻發生懷孕時，出現子宮外孕的百分比更高，從3%到6%，增加2到6倍。此情況相當於含銅避孕器使用者每1,000人年發生0.2 - 0.4次子宮外孕的絕對發生率，相對的，未避孕人群中每1,000人年會發生3次子宮外孕。
如果在使用子宮內避孕器的情況下讓懷孕持續，會增加併發症的風險，包括早產、絨毛羊膜炎和流產。如果把裝置移除，這些風險會降低，特別是出血和流產的風險。前述的流產接近一般人群的水平，具體取決於研究的對象。
含銅避孕器的總體失敗率很低，主要取決於裝置中的銅表面積。在連續使用12年後，TCu 380A裝置的累積懷孕率為1.7%。TCu 380A比MLCu375、MLCu350、TCu220和TCu200更有效。TCu 380S比TCu 380A更有效。無框架裝置的失敗率與傳統有框架的裝置相似。

### 禁忌症
含銅避孕器用於哺乳期和未曾懷孕過的女性中被認為是安全及有效。在世界衛生組織 (WHO) 發佈的《避孕藥具使用醫療資格標準（Medical Eligibility Criteria for Contraceptive Use）》中，列有含銅避孕器的第3類禁忌症（風險通常大於益處）和第4類禁忌症（不可接受的健康風險）。第3類禁忌症有未經治療的愛滋病、近期和反覆暴露於淋病或披衣菌且未接受充分治療、良性妊娠滋養細胞疾病和卵巢癌。除懷孕和活動性生殖道感染（例如骨盆結核、性傳染病、子宮內膜炎）外，第4類禁忌症還包括惡性妊娠滋養細胞疾病、異常子宮出血、活動性子宮頸癌、肝豆狀核變性（威爾森氏症）和活動性子宮內膜癌。只要經過治療，愛滋病感染本身並非禁忌症。 含銅避孕器與抗反轉錄病毒藥物之間並無已知的藥物相互作用。

## 裝置描述

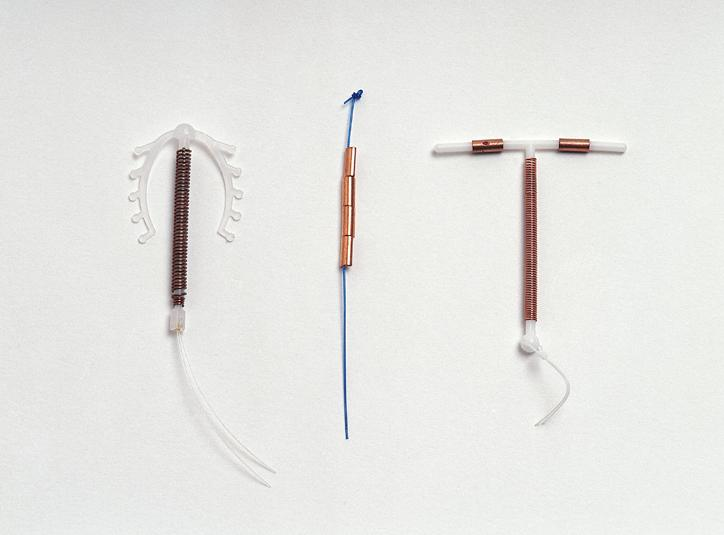
三種不同類型的含銅避孕器。

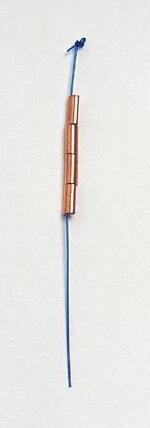
商品名稱為Gynefix 200的無框架含銅避孕器。

### 類型
目前全球生產有許多不同類型的含銅避孕器，但各國的供應情況有所不同。

### 作用機制

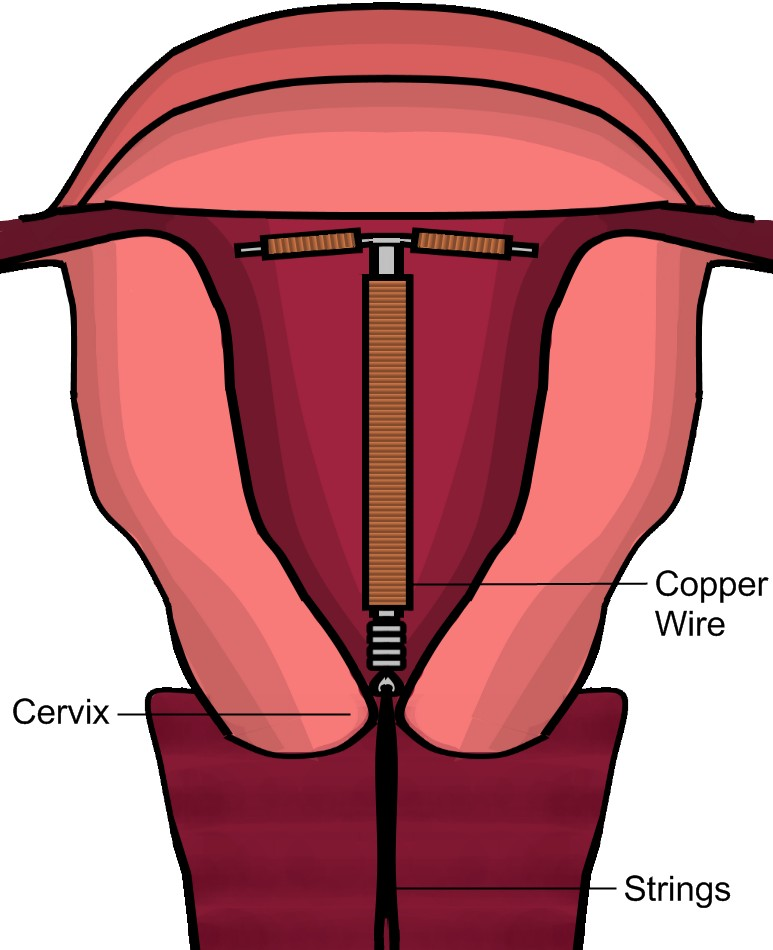
一含銅避孕器放置於子宮內的圖示。

含銅避孕器的主要作用機制是阻止受精。裝置上的銅會引起局部發炎反應，有殺精子作用，導致子宮內膜不適合受孕。
進入子宮腔和子宮頸的精子會被局部吞噬細胞消耗，並直接被銅離子和溶酶體內容物殺死。銅離子的存在會擾亂精子的運動能力，導致無法受精。
銅可能會干擾胚胎植入（但非主要作用機制），特別是在用於緊急避孕時。如果發生胚胎植入，沒證據顯示銅會影響後續妊娠的發育或導致胚胎失敗。含銅避孕器因而被認為是一種真正的避孕裝置，而非墮胎裝置。

## 使用情況
子宮內避孕器是使用最廣泛的可逆避孕法。全球截至2020年有1.61億人使用子宮內避孕器（包括不含激素以及含激素的）。截至2020年，子宮內避孕器在14個國家（主要位於中亞和東亞）中是最受歡迎的避孕方法。
截至2006年，歐洲的含銅避孕器的普及率從英國、德國和奧地利的5%以下到丹麥和波羅的海國家的10%以上不等。

## 歷史
最早在20世紀初即有子宮內避孕器前身的相關報導。但它們與高發的生殖道感染，特別是淋病有關，因此沒受廣泛採用。
完全包含在子宮內的子宮內避孕器，是由Richard Richter首度在1909年一份德國出版物中描述。
德裔美國醫學家恩斯特·格雷芬貝格於1929年發表一份關於絲線製成的子宮內避孕器（稱為格雷芬貝格環）的報告，最初附有一小段銀線，以便在X光下顯影，然後完全用銀線包裹，之後改用含銅合金線。此裝置在英國和大英國協國家廣泛使用，而在美國和歐洲，由於人們認為存在感染、癌症和無效的風險，並不鼓勵使用。
日本醫師大田典禮於1934年開發一種格拉芬貝格環的變體，但受到當時執政者阻撓。他在第二次世界大戰後重返子宮內避孕器的開發。到1950年代末，日本使用32種不同的框架形狀裝置，且經證明此類裝置與子宮內膜癌之間並無關聯（這曾是人們對子宮內金屬具有發炎特性而產生的擔憂）。大田典禮的裝置在日本一直使用到1980年代。
第一個塑膠裝置由一曾在奧匈帝國軍隊服務，名為拉扎爾·馬古利斯的軍醫開發，並於1959年首次試用。馬古利斯在1962年對裝置進行修改，增加串珠尾部。
商品名為Lippes Loop的產品是一種稍小的塑膠材質裝置，帶有單絲尾部，於1962年推出，並比馬古利斯裝置更受歡迎。
在1960年代和70年代，不鏽鋼線被引入作為銅鎳鋅合金的替代品，隨後因製造成本低廉而在中國受到廣泛使用。因為其失敗率很高（每年高達10%）中國政府在1993年禁止生產鋼製子宮內避孕器。
美國婦產科醫師霍華德·塔圖姆 在1967年構思塑膠T形子宮內避孕器，但因有高達約18%失敗率而不實用。不久後，智利醫師海梅·齊珀發現鎳銀合金由於其銅含量有殺精子作用，而在前述塑膠T形裝置上添加銅套，將失敗率降低到約1%。人們發現含有銅的裝置可在不影響有效性的情況下製成更小的尺寸，而能減少疼痛和出血等副作用。由於T形裝置與子宮形狀更相似，會有較低的脫落率。
霍華德·塔圖姆開發許多不同型號的含銅避孕器。他在型號為TCu 220 C的裝置使用銅環而非銅絲，可防止金屬損失過速而延長裝置壽命。第二代銅T形子宮內避孕器也在1970年代推出。這些裝置具有更高的銅表面積，並且首次持續達到超過99%的有效率。塔圖姆開發的最終型號TCu 380A於1984年獲得美國食品藥物管理局（FDA）批准，且是目前最受推薦的裝置。